# Ariamiro
Ariamiro (?-560) fue un rey suevo que ocupó el trono entre el 558-559 y el 561. Sucedió al rey Chariarico y durante su reinado se celebró el primer concilio de Braga que reorganizó la Iglesia Católica del reino tras la conversión de los suevos al catolicismo, abandonando así el cristianismo arriano. A su muerte le sucedió Teodomiro.

## Historia
La conversión al catolicismo de los reyes suevos, que se produjo probablemente alrededor del año 550 —durante el reinado de Teodomiro—, fue obra de Martín de Braga y supuso el paso definitivo para la integración entre los suevos y la aristocracia galaicorromana, consolidando así plenamente la monarquía.
Bajo la supervisión de Martín, que ya ocupaba la sede metropolitana de Braga, fue transformada la organización eclesiástica tradicional heredada del Bajo Imperio Romano con la división del reino en 13 diócesis —algunas de ellas nuevas—, a su vez agrupadas en dos grandes distritos o «provincias eclesiásticas»: una meridional, cuya sede metropolitana sería Braga, y otra septentrional, con Lugo como nueva sede metropolitana.
En la consecución de los objetivos de Martín de Braga fue fundamental el concilio de Braga celebrado en mayo del 561 bajo los auspicios del rey Ariamiro en el que se trataron la cuestión priscilianista y los problemas internos de la Iglesia. A este le seguiría un segundo concilio, celebrado también en Braga durante el reinado del rey Miro (570-583), hijo de Teodomiro (561-570), en el que se completó la creación de la Iglesia «nacional» sueva.

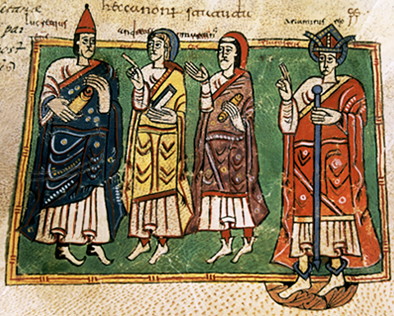
Miniatura medieval del primer concilio de Braga que muestra al rey suevo Ariamiro (derecha) con los obispos Lucrecio, Andrés y Martín de Dumio. Codex Vigilanus.